# Kagisho Dikgacoi
Kagisho Dikgacoi est un footballeur sud-africain né le 24 novembre 1984 à Brandfort dans la province de L’État libre d'Orange (actuel État libre) en Afrique du Sud puis devenu entraîneur.
Il a participé à la Coupe d'Afrique des nations 2008 avec l'équipe d'Afrique du Sud.

## Biographie
À l'âge de 24 ans, Kagisho Dikgacoi rejoint Fulham le 27 août 2009 pour une durée de deux ans. Mais, peu utilisé (16 matchs en deux saisons), il se dit mécontent de sa situation. Il est prêté en janvier 2011 à Crystal Palace jusqu'à la fin de la saison. Il est définitivement transféré dans le même club le 4 juillet 2011 pour un montant d'environ 600 000 £.
LE 12 juin 2014 il rejoint Cardiff City.

## Carrière
- 2004-2005 : Bloemfontein Young Tigers ( Afrique du Sud)
- 2005-2009 : Lamontville Golden Arrows ( Afrique du Sud)
- 2009-2011 : Fulham FC ( Angleterre)
  - fév.- mai 2011 : Crystal Palace ( Angleterre) (prêt)
- 2011-2014 :  Crystal Palace ( Angleterre)
- 2014 - : Cardiff City

## Palmarès
- Fulham FC
  - Ligue Europa
    - Finaliste : 2010